# Distrito de Howrah
Howrah (en bengalí: হাওড়া জেলা) es un distrito de la India en el estado de Bengala Occidental. Código ISO: IN.WB.HR.
Comprende una superficie de 1467 km².
El centro administrativo es la ciudad de Howrah.

## Demografía
Según censo 2011 contaba con una población total de 4 841 638 habitantes, de los cuales 2 701 289 eran mujeres y 2 502 453 varones.